# ثابت الزمن RC
ثابت الزمن RC، الذي يدعى أيضا {\displaystyle \tau }، ثابت الزمن (بالثواني) لدارة RC، يساوي نتاج مقاومة الدارة (أوم) ودقة السعة (فاراد)، أي:{\displaystyle \tau =RC}
هو الوقت اللازم لشحن المكثف، من خلال المقاومة، من جهد الشحنة الأولي من صفر إلى ≈63.2 في المئة بتطبيق قيمة الجهد DC، أو لتفريغ مكثف من خلال المقاومة نفسها إلى ≈36.8 في المئة لقيمة الجهد الأولي. وتستمد هذه القيمة من ثابت رياضي e، وتحديدا {\displaystyle 1-e^{-1}}, المتعلقة بالجهد عبر المكثف مقابل الوقت:
الشحن نحو الجهد المطبق {\displaystyle V_{0}:\quad V(t)=V_{0}(1-e^{-t/\tau })}
التفريغ نحو الصفر من الجهد الأولي {\displaystyle V_{0}:\quad V(t)=V_{0}(e^{-t/\tau })}

## تردد القطع
ثابت الزمن {\displaystyle \tau } بتكرار تردد القطع fc، هو معلمة بديلة لدائرة، بواسطة:
{\displaystyle \tau =RC={\frac {1}{2\pi f_{c}}}}
أو، المكافئ،
{\displaystyle f_{c}={\frac {1}{2\pi RC}}={\frac {1}{2\pi \tau }}}
حيث المقاومة R بالأوم والسعة C بالفاراد يعطيان ثابت الزمن {\displaystyle \tau } بالثانية أو التردد fc بالهرتز.
المعادلات الشرطية القصيرة:
fc بالهرتز = 159155 / τ بالميكرو ثانية
τ بالميكرو ثانية = 159155 / fc بالهرتز
المعادلات المفيدة الأخرى هي:
وقت البدأ (من 20% إلى 80%) {\displaystyle t_{r}\approx 1.4\tau \approx {\frac {0.22}{f_{c}}}}
وقت البدأ (من 10% إلى 90%) {\displaystyle t_{r}\approx 2.2\tau \approx {\frac {0.35}{f_{c}}}}
في الدوائر أكثر تعقيدا تتكون من أكثر من مقاومة واحدة و/أو مكثف، طريقة الدائرة المفتوحة طيلة الوقت توفر وسيلة لتقريب تردد القطع من خلال حساب مجموع العديد من ثوابت الزمن RC.